# Alain Bondue
Alain Bondue, född den 8 april 1959 i Roubaix, Frankrike, är en fransk tävlingscyklist som tog OS-silver i förföljelsen vid olympiska sommarspelen 1980 i Moskva.